# Cross Fell
Cross Fell är ett berg i Storbritannien.   Det ligger i grevskapet Cumbria och riksdelen England, i den centrala delen av landet, 400 km norr om huvudstaden London. Toppen på Cross Fell är 893 meter över havet.
Terrängen runt Cross Fell är huvudsakligen kuperad, men österut är den platt. Cross Fell är den högsta punkten i trakten. Runt Cross Fell är det ganska glesbefolkat, med 24 invånare per kvadratkilometer. Närmaste större samhälle är Penrith, 17,8 km väster om Cross Fell. Trakten runt Cross Fell består i huvudsak av gräsmarker.